# Glenea dejeani
Glenea dejeani é uma espécie de escaravelho da família Cerambycidae. Foi descrita por Charles Joseph Gahan em 1889. É conhecida a sua existência em Sumatra e Java.

## Varietas
- Glenea dejeani var. conjunctemaculata Breuning, 1956
- Glenea dejeani var. rubidofemoralis Breuning, 1956